# Junkuanselkä
Junkuanselkä är en ås i Finland.   Den ligger i landskapet Lappland, i den norra delen av landet, 700 km norr om huvudstaden Helsingfors.